# Xochimilco, Tecamachalco
Xochimilco är en ort i Mexiko.   Den ligger i kommunen Tecamachalco och delstaten Puebla, i den sydöstra delen av landet, 160 km öster om huvudstaden Mexico City. Xochimilco ligger 2 000 meter över havet och antalet invånare är 2 572.
Terrängen runt Xochimilco är platt åt sydväst, men åt nordost är den kuperad. Runt Xochimilco är det ganska tätbefolkat, med 100 invånare per kvadratkilometer. Närmaste större samhälle är Tecamachalco, 4,7 km norr om Xochimilco. Trakten runt Xochimilco består till största delen av jordbruksmark.